# Viktor Sergejevič Safronov
Viktor Sergejevič Safronov (11. října 1917, Velikije Luki – 18. září 1999, Moskva) byl ruský astronom.
Vešel v povědomí odborné veřejnosti především na přelomu 60. a 70. let 20. století, kdy ve svých pracích znovuoživil tzv. mlhovinovou hypotézu vysvětlující vznik a vývoj sluneční soustavy. Tuto hypotézu lze aplikovat i na extrasolární planetární soustavy.
Jeho jméno nese planetka hlavního pásu (3615) Safronov, objevená roku 1983 americkým astronomem Edwardem L. G. Bowellem.